# Erídano
O rio Erídano (do latim Eridanus) é um dos cinco rios místicos que cortam o Hades. A tradição grega antiga cria que ficava em algum lugar da Europa Ocidental.

## Relatos
O rio Erídano é mencionado por Heródoto como o nome, em uma língua bárbara, de um rio no extremo oeste da Europa, que desaguava em um dos mares ao norte, de onde vinha o âmbar; porém, Heródoto era cético, já que "Erídano" era uma palavra helênica, e porque ele não conhecia nenhuma testemunha ou evidência de que havia um outro mar ao norte da Europa. No mesmo texto, Heródoto também se mostra cético com relação às "ilhas de estanho", de onde vinha o estanho dos gregos.
Há várias suposições sobre o qual seria o rio Erídano verdadeiro: destas, vão desde o rio Pó no norte da Itália, até os rios Nilo e Danúbio, noutros cantos do mundo.